# Otodus
Genre
Espèces de rang inférieur
- † Otodus aksuaticus
- † Otodus sokolovi
- † Otodus auriculatus
- † Otodus angustidens
- † Otodus chubutensis
- † Otodus megalodon
- † Otodus limhamnensis
- † Otodus minor
  - † Otodus minor turkmenicus
- † Otodus naidini
- † Otodus obliquus
  - † Otodus obliquus ajatensis
  - † Otodus obliquus minor
  - † Otodus obliquus mugodzharicus
- † Otodus poseidoni
  - † Otodus poseidoni poseidoni
  - † Otodus poseidoni turanensis
  - † Otodus poseidoni ustyurtensis

Otodus (du grec ancien ὠτ / ōt  « oreille » et ὀδούς / odoús « dent ») est un genre éteint de requins lamniformes ayant vécu du Paléocène jusqu'au Pliocène.

## Anatomie

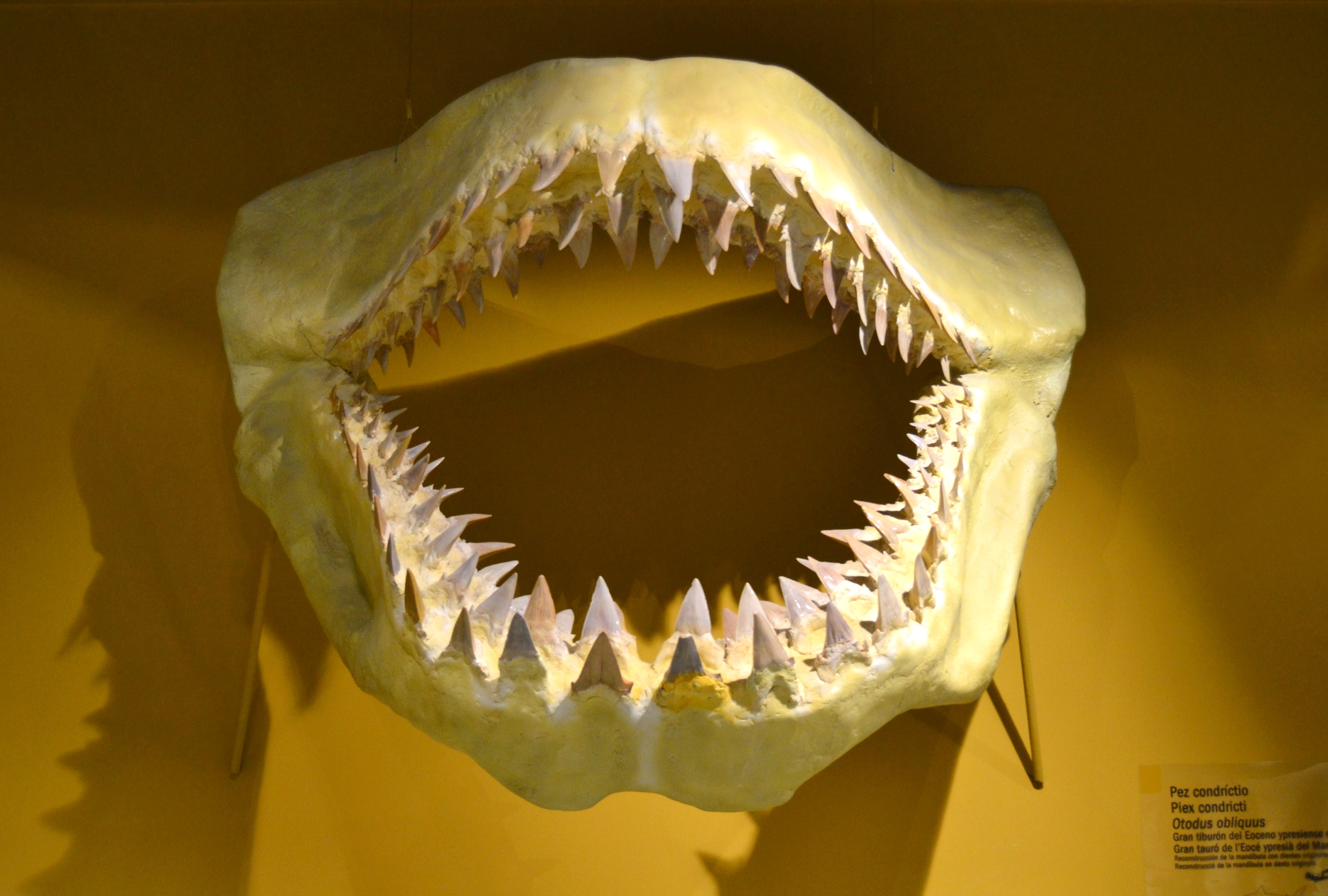
Mâchoire reconstituée d’Otodus obliquus.

Ce requin est connu pour ses nombreuses dents et vertèbres fossilisées retrouvées en Europe, en Asie, en Afrique ainsi qu'en Amérique du Nord. Comme d'autres élasmobranches, le squelette d'Otodus était composé de cartilage et non d'os, ce qui a donné lieu à relativement peu de structures squelettiques préservées apparaissant dans les archives fossiles. Les dents de ce requin sont grandes avec une couronne triangulaire, des bords tranchants lisses et des cuspides visibles sur les racines. Certaines dents d'Otodus montrent également des signes d'évolution des dentelures,.

### Estimations sur la taille

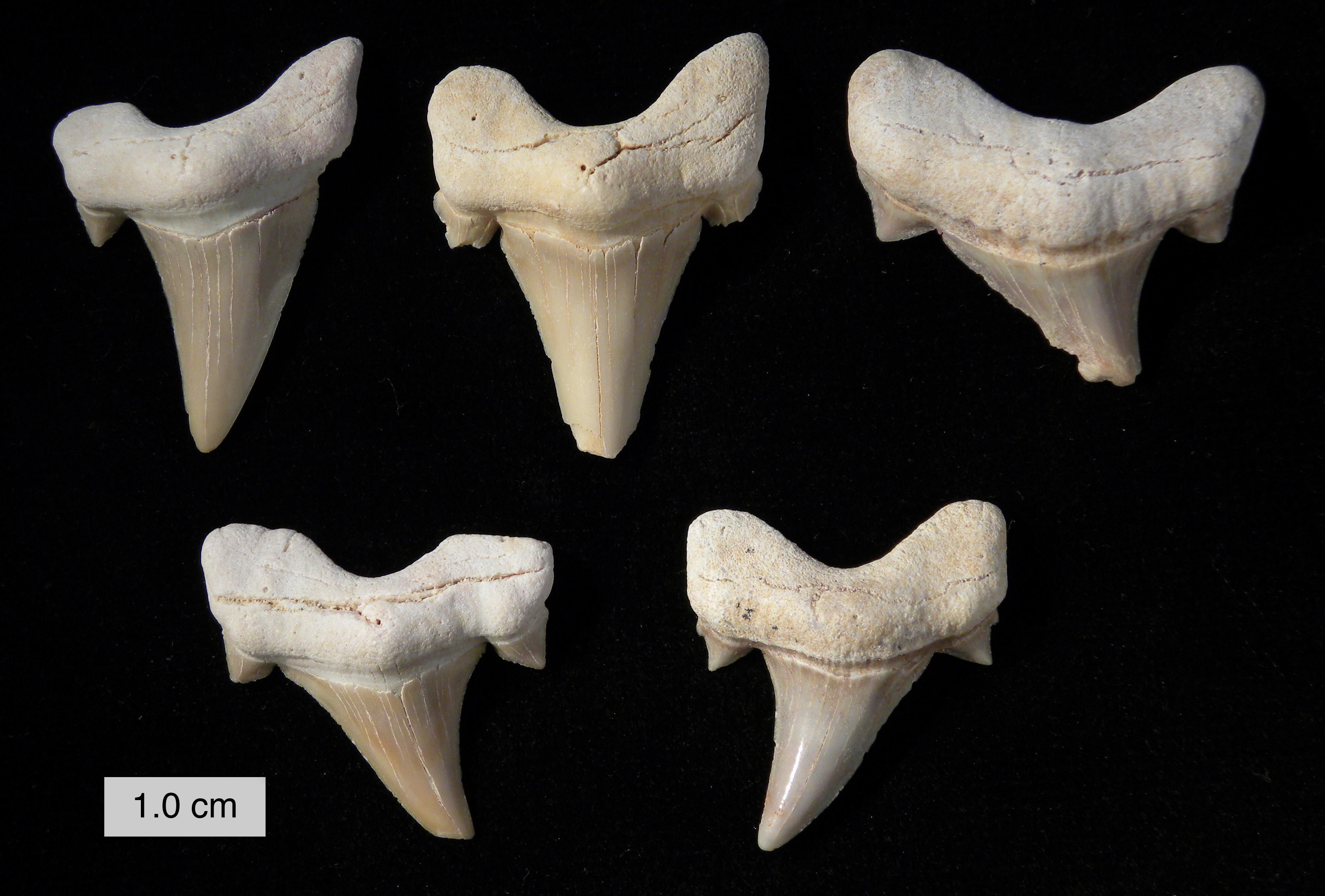
Dents d'Otodus obliquus datant de l'Éocène, retrouvées au Maroc.

Les fossiles d'Otodus indiquent qu'il s'agissait de requins de très grande taille. Avec des dents allant jusqu'à 10,4 centimètres et des vertèbres de 12,7 centimètres de diamètre, l'espèce O. obliquus devait mesurer entre 9,1 à 12,2 mètres de long. Cependant l'espèce la plus connue, Otodus megalodon, devait mesurer entre 10,5 à 20,3 mètres,,.